# Romain de Condat
Pour les articles homonymes, voir Saint Romain et Condat.
Romain de Condat, ou Romain du Jura, le plus célèbre des saints Romain en France, était moine dans le Jura, fondateur de monastères dont celui de Condat et abbé. Il est né vers 390 et mort vers 460. Saint chrétien, il est fêté le 28 février. 
Dès le VIe siècle, il est considéré avec son frère Lupicin et Oyend de Condat comme un des Pères du Jura.

## Biographie

### Origines et formation
Romain est probablement né dans les années 390, sans doute originaire de Séquanie, en Bourgogne, au hameau de Cessiat  de la commune d'Izernore dans le Haut-Bugey, non loin de Nantua, actuel département de l'Ain. 
Trois étapes constitutives de sa vie : il reçoit une éducation très soignée au monastère lyonnais d’Ainay, en ayant pour maître saint Sabin, et en s'inspirant de pieux moines comme modèles. Puis il reçoit l’ordination sacerdotale à Besançon, en 444, des mains de saint Hilaire d'Arles. Enfin il fonde avec son frère cadet Lupicin qui deviendra saint, moine et abbé comme lui, le monastère de Condat (à Saint-Claude), le monastère de Lauconne (à Saint-Lupicin), et très probablement celui de Romainmôtier aujourd'hui dans le canton de Vaud en Suisse. Pour leur sœur Iole (ou Yole), ils bâtissent également près de Lauconne le monastère de la Balme sur une caverne, d'où son nom (cf. baume, balma ou barma : cavité ou grotte dans un rocher).

### Fondation de Condat (Saint-Claude) et de Lauconne

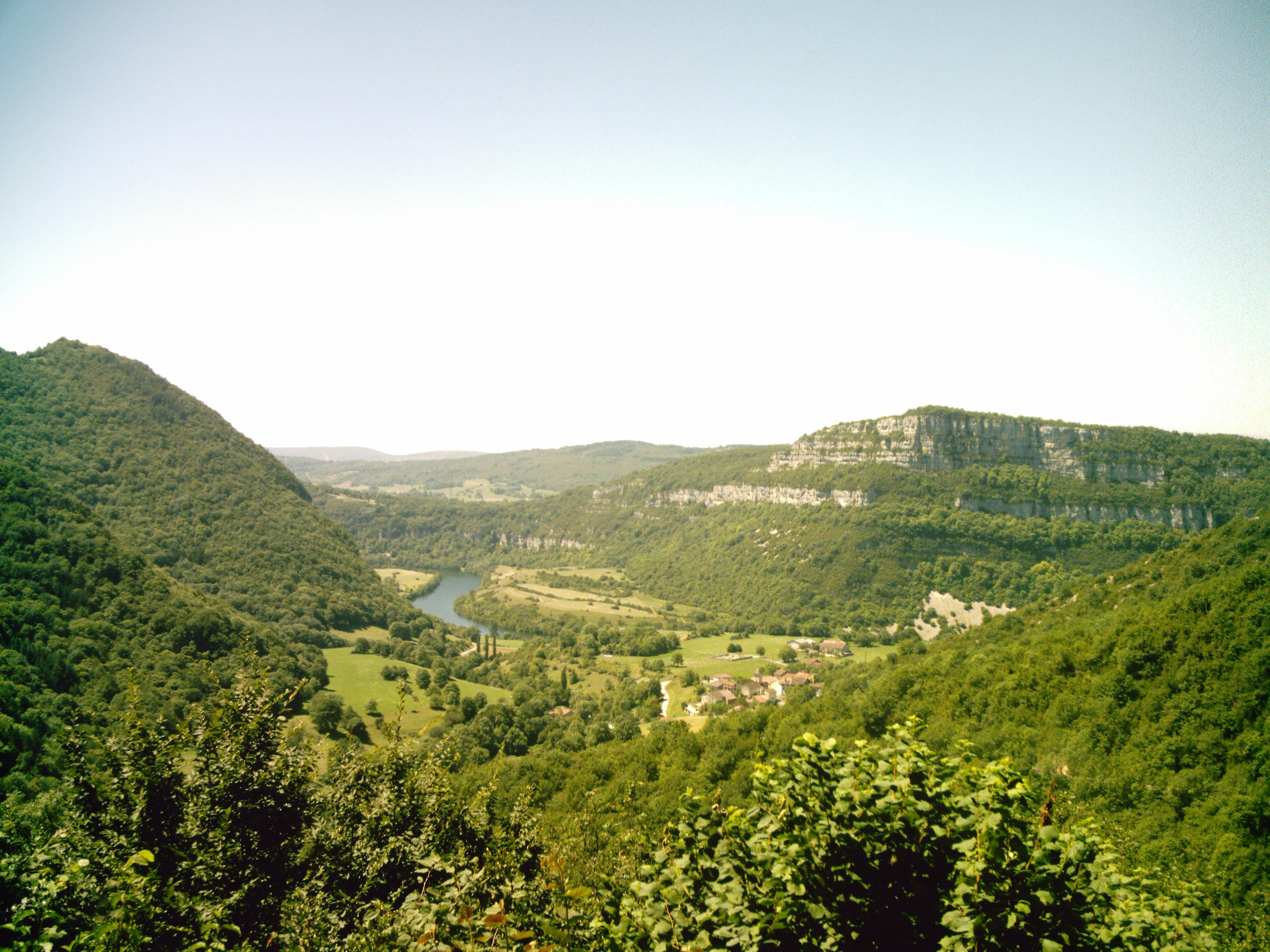
Paysage du Haut-Bugey, la vallée de l'Ain vue du village de Bolozon.

Vers 425, à la mort de leur père, Romain décide de se retirer comme ermite dans les montagnes du Jura. Il prend son chemin vers l'est, traverse de grandes forêts, finissant par atteindre la Bienne. Il vient de trouver ce qui lui convient : de la terre labourable, des arbres et du silence. À Condat (Condadiscone), il trouve refuge sous un grand sapin solitaire dont les branches épaisses forment une sorte de voûte impénétrable à la pluie. En dehors de l’abri jaillit une fontaine fraîche où il peut se désaltérer. Sa nourriture est constituée de baies sauvages. Le reste : deux livres, La  Vie  des Pères du Désert et les Institutions de Jean Cassien qu'il lit et médite au quotidien, plus une bêche et des graines qu'il a apportées avec lui. 
Ainsi, il va ensemencer l'espace désertique pour bientôt vivre de ses récoltes. Il vit là quelques années comme s'il était dans le désert égyptien de la Thébaïde. Son frère Lupicin vient le rejoindre quelques années plus tard avec deux adeptes venus de Nyon. Ils prient tous les jours en se prosternant contre terre et en vivant du fruit de leur labeur.
Petit à petit, ils font des disciples, qui deviennent toujours plus nombreux. Aussi, pour les recevoir, ils établissent vers 445 l'ermitage de Condat. Romain reproduit alors le modèle des cellules (kellia) initié par saint Amoun et saint Antoine le Grand au désert de Nitrie. Puis une église est construite sous le patronage de Pierre, Paul et André. Assez vite, il devient une référence dans la région et fournit bon nombre de nouveaux religieux se répartissant dans toute la province de Séquanie et sans doute au-delà. Si Condat doit beaucoup à Ainay, d'autres monastères doivent à Condat. Quand les rois francs règnent sur la Bourgogne, ils attribuent des aides à l'ermitage devenu monastère.       

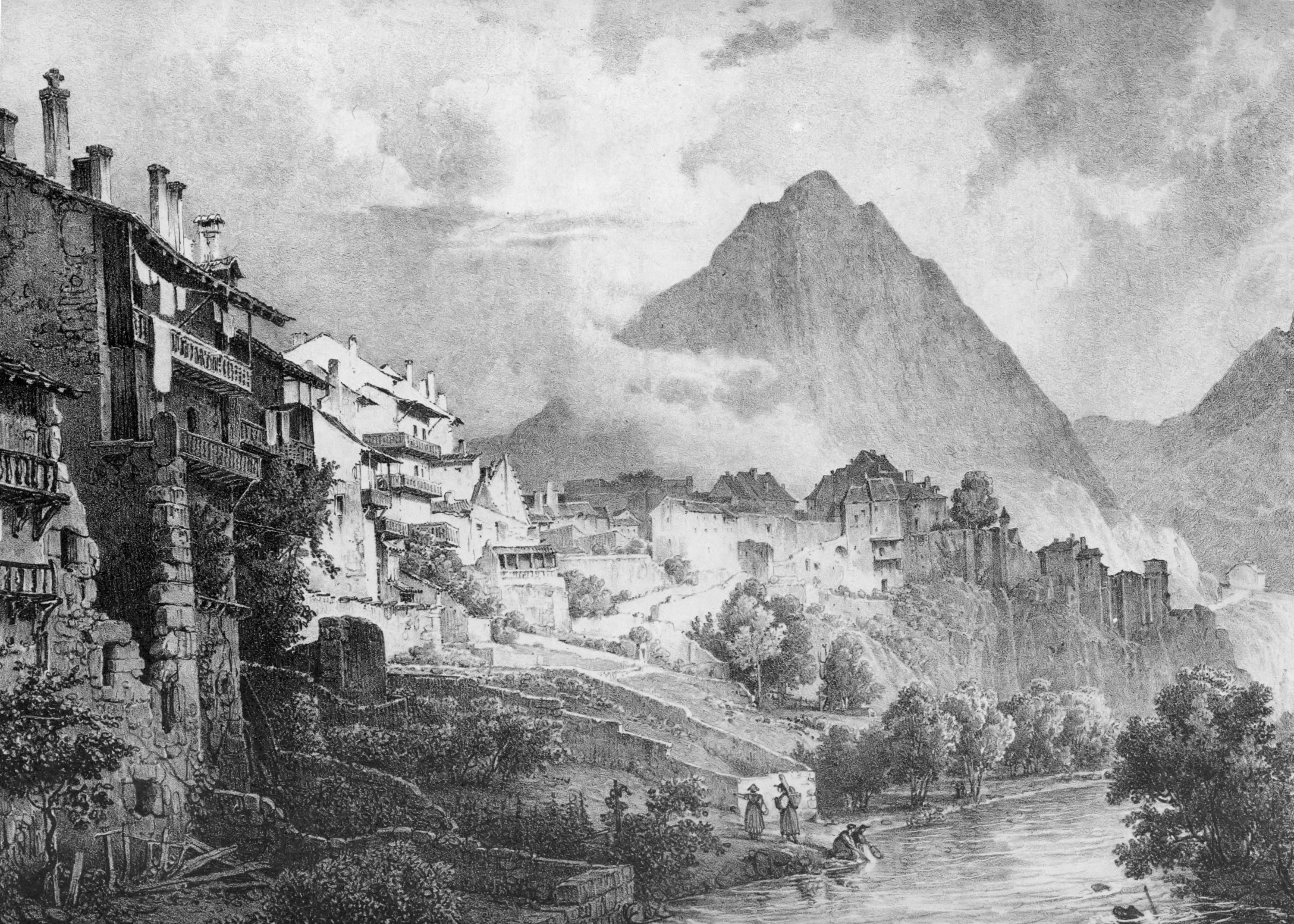
Saint-Claude en 1825, lithographie de Jean Alaux, Voyages pittoresques et romantiques dans l'ancienne France.

Au début du VIe siècle, le quatrième abbé, saint Oyend (Eugendus), transforme le site à la suite d'un incendie et supprime les cellules pour regrouper les frères. Après sa mort vers 514, le monastère de Condat va prendre son nom : Saint-Oyend de Joux. À la fin du VIIe siècle, la renommée des miracles de saint Claude commence à éclipser celle de saint Oyend, mais ce n'est que vers le XIIIe siècle que le monastère fondés par saint Romain et son frère, ainsi que la ville qui grandit autour, prennent définitivement le nom de Saint-Claude.  
Romain et Lupicin sont deux frères dont les cheminements spirituels et le caractère sont fort différents, mais bien complémentaires. Plutôt que de s'opposer, ils unissent leurs différences, pour se rejoindre dans un même service de Dieu. Romain garde la direction de Condat et confie Lauconne à Lupicin. Romain est indulgent, doux et patient, Lupicin, déterminé, voire intransigeant. Quand le relâchement s'introduit à Condat, Lupicin reprend les choses en main et rétablit la discipline. Quand les moines de Lauconne commencent à se décourager de trop de rigueur, Romain devient leur supérieur, les faisant dormir et manger davantage, leur rendant bonne humeur et santé. La gloire de Dieu, dans les deux cas, y trouve son compte.   
Le deuxième monastère qu'ils organisent ensemble est celui de Lauconne alors à la limite du diocèse de Besançon. Lupicin, qui s'en occupe davantage, y créer un oratoire et dirige 150 moines avec la même règle, mi-cénobitique mi-anachorétique, qu'à Condat. Saint Romain établit le fonctionnement monastique en se basant sur ses lectures, les observances de Lérins, la règle de saint Basile et celle de Pacôme. Elle est dite règle de Tarnate (regula tarnatensis) fin Ve début VIe siècle (initialement pratiquée à l'abbaye d'Agaune). Au VIIIe siècle, les moines finissent par adopter la règle de saint Benoît. Et au XIIe siècle, le monastère est classé comme prieuré.

### Romain-môtier et passage à Saint-Jean

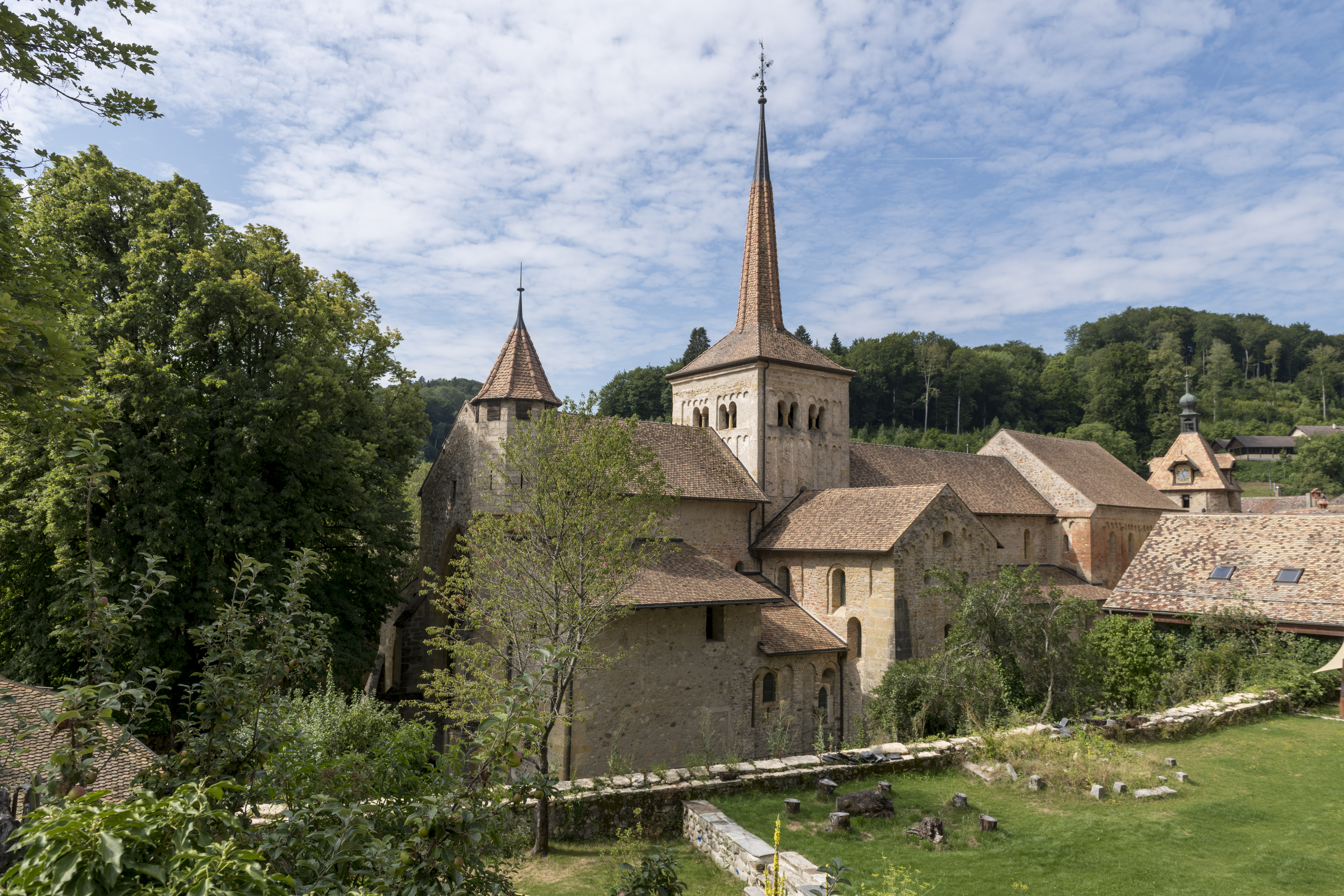
L'abbaye de Romainmôtier en 2019.

À la suite d’un pèlerinage à Agaune, saint Romain et son frère fondent très probablement vers 450 sur le versant oriental du Jura le premier monastère de l'actuelle Suisse, qui prit plus tard le nom de Romainmôtier (entre Orbe et Vallorbe, dans le canton de Vaud) et qui va durer jusqu'à l'introduction de la Réforme protestante, en 1536. Probablement dégradé vers 610 par les Alamans, il est repris et transformé à l’instigation du duc bourguignon Chramnelène dit Félix, vassal de Clovis. L’abbé Gudinus s'entoure de disciples de saint Colomban, et saint Wandrille y passe dix ans, de 636 à 646.
Approximativement à la même époque, accompagné par un certain Pallade, il se rend à l'abbaye de Saint-Maurice et passe par Genève à Saint-Jean (ville de Genève) et guérit deux lépreux. La ferveur religieuse conduit probablement à la fondation du Prieuré de Saint-Jean de Genève.

### Fondation de la Balme et fin de vie

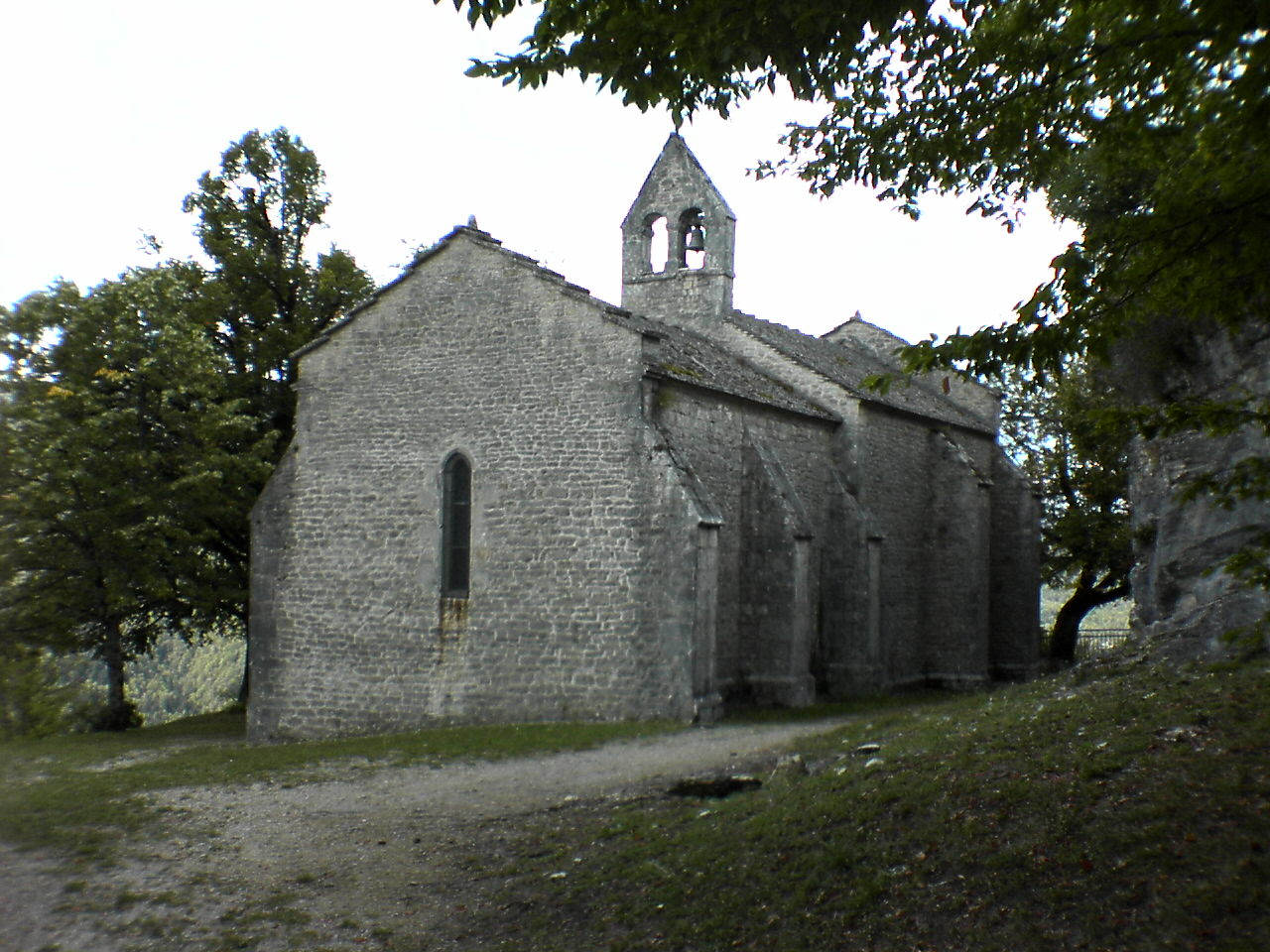
Chapelle de Saint-Romain-de-Condat à Pratz.

Saint Romain et saint Lupicin installent leur sœur Iole comme abbesse de leur fondation pour moniales au monastère de la Balme, sur un rocher surplombant une combe pittoresque et s'ouvrant sur la rive droite de la Bienne, appelé ensuite Saint-Romain-de-Roche, (aujourd'hui à Pratz, commune de Lavans-lès-Saint-Claude). Jusqu’à 500 religieuses occupent le monastère. 
Âgé d'environ 70 ans et sentant sa mort venir, saint Romain vient rendre visite une dernière fois à sa sœur, puis il fait venir ses religieux auprès de lui pour les saluer et les réconforter avant de céder à son frère la supervision des monastères. C'est ainsi qu'il meurt vers 460, et que son corps est déposé dans l'église surplombant la Balme. 
Ce monastère devient au VIIIe siècle un simple prieuré d'hommes dépendant de l'abbaye de Saint-Claude. Celle-ci enlève les reliques pour en enrichir sa propre église. Pendant tout le Moyen Âge, il y a des moines à Saint-Romain. En 1630, les religieux de Saint-Claude fuyant la peste se retirent dans la paroisse de Saint-Lupicin et tiennent le chapitre à Saint-Romain.

## Culte
On fête saint Romain le 28 février et saint Lupicin le 21 mars.
Le lundi de Pentecôte, la chapelle de Saint-Romain est toujours le but d'un pèlerinage très populaire dans la région.
Chaque année, dans le cadre du festival de musique du Haut-Jura, des concerts sont donnés dans la chapelle de Saint-Romain, située à Pratz.

### Sources
La vie des saints Romain et Lupicin (ainsi que de St Oyend) se trouvent dans l'ouvrage Vie des Pères du Jura aux Sources Chrétiennes no 142, Éditions du Cerf, ouvrage de 554 pages.